# 狭衣物語
『狭衣物語』（さごろもものがたり）とは、平安時代の作り物語のひとつ。全4巻。

## 概要

### 第一巻
帝（嵯峨帝）の弟・堀川関白の一人息子である狭衣は、兄妹同様に育てられた従妹源氏の宮に密かに恋焦がれている。源氏の宮が東宮妃に望まれていると知って焦った狭衣は、ある時源氏の宮に想いを告白するが拒絶される。同じ頃狭衣は帝の愛娘・女二宮と婚約した。
源氏の宮に拒まれて傷心を抱える狭衣は、偶然出会った飛鳥井女君と契って心を癒される。しかし狭衣は身分低い飛鳥井女君を侮って名前すら明かさず、狭衣の愛を信じられない飛鳥井女君は、狭衣の子を妊娠したまま乳母にだまされて筑紫へ連れ去られ、その途中で入水自殺を図る。

### 第二巻
飛鳥井女君の失踪に衝撃を受けた狭衣は、頑なに女二宮との結婚を拒絶していたが、ある時彼女を見初めて寝室に押し入り強引に契る。その結果女二宮は妊娠、母大宮により事実は隠し通されるが、大宮は心労により死去し、狭衣の優柔不断で不誠実な態度に絶望した女二宮は、狭衣の男児・若宮（表向きは大宮の産んだ嵯峨帝の第二皇子とされた）を出産したのち出家する。一方、嵯峨帝が譲位して東宮が即位するが（後一条帝）、新帝への入内を予定されていた源氏の宮は神託により賀茂斎院になり堀河邸を去っていった。狭衣は源氏の宮との距離がますます開いたことで世の中が嫌になり、出家の望みを抱いて粉河寺に参詣するが、そこで或る修行僧（じつは飛鳥井女君の実の兄）に出会い、飛鳥井女君の消息と彼女の生んだ自分の娘（飛鳥井姫君）の存在を知った。

### 第三巻
狭衣は修行僧からなおも詳しい話を聞こうとしたがその行方を失い、また堀河関白が都から迎えの者たちをよこしてきたので、やむなく都へ戻る。そののち狭衣は飛鳥井女君が死去していたこと、飛鳥井が産んだ女の子が後一条帝の姉宮にあたる一品宮に引き取られていたことを知り、忘れ形見の姫君に会いたい一心で一品宮の住いに忍び込んだが、これが世間の知るところとなり、狭衣が一品宮に気があるかのように取り沙汰された。狭衣の父堀河関白も、日ごろから身持ちの固まらない狭衣の態度に不安を覚えていたことから、よい縁談だとしてむりやり話を進めてしまい、結局狭衣は心ならずも一回り年上の一品宮と結婚する羽目になる。しかしまもなく狭衣の真意を知った一品宮は頑なな態度を貫いて打ち解けず、結婚生活は冷え切ったものでしかなかった。心底から俗世が嫌になった狭衣は今度こそ出家を遂げようと決意し、この世の名残りにと出家した女二宮に会って話をしようとするが、二宮はひたすら狭衣を嫌って口を聞こうともしなかった。狭衣はその後斎院の源氏の宮にもそれとなく別れを告げ、いよいよ自宅を出ようとする。

### 第四巻
だが賀茂明神の神託と両親によって狭衣は出家を阻止されてしまう。その後狭衣は源氏の宮に瓜二つの美しい式部卿宮の姫君（狭衣の作中歌によって「有明の君」と呼ばれることもある）と結ばれ、心を癒された。やがて神託によって狭衣は帝位につき、彼の実の息子・若宮の皇位継承が約束される。式部卿宮の姫君（藤壺女御）は皇子をもうけて中宮に立ち、飛鳥井女君が産んだ姫君も一品内親王となる。しかし栄光の極みにあっても、狭衣の心は源氏の宮や女二宮を想って憂愁に閉ざされたままであった。

## 解説
この物語の作者を紫式部の娘大弐三位とする説もあったが、現在では六条斎院宣旨（禖子内親王家宣旨）源頼国女を作者とする説が圧倒的に有力である。成立時期は後冷泉朝の康平頃とも、後三条・白河朝の延久・承保頃ともいう。『無名草子』では「さごろもこそこそ、源氏につぎてはよ（世）をぼへはべれ」（天理図書館本）とあり、平安末期にはよく知られた作品であったが、「さしてそのふしと、とりたてゝ心にしむばかりのところなどは、いとみえず」など、批判されている。なお書名については、古くは単に『狭衣』（さごろも）と呼ばれていたようである。
『源氏物語』宇治十帖の薫大将に性格の酷似する主人公・狭衣の恋愛遍歴を描き、主題・構成には『源氏物語』の顕著な影響が見える。しかし「いずれの御時にか」で始まる『源氏物語』と違い、「少年の春は惜しめども留まらぬものなりければ、弥生の二十日余になりぬ」（『有朋堂文庫』）と始まる書き出しは、白楽天の漢詩や『古今集』の名歌を踏まえ、従妹源氏の宮への遂げられぬ恋に起因する狭衣の煩悶を描き、現実を意識したものとなっている。飛鳥井姫君の物語や狭衣の即位など、宿命観や幻想的描写が目立ち、主人公の優柔不断さや物語全体を覆う憂愁な雰囲気も『源氏』とだいぶ相違するものである。室町時代には奈良絵本『狭衣』としても改作された。また14世紀に制作された伝土佐光顕筆「狭衣物語絵巻」も残欠6段が現存する。建久3年（1192年）から翌4年ころにかけて藤原定家は源氏と狭衣の作中歌をそれぞれ百首、番えて『源氏狭衣百番歌合』を編んでいる（『物語二百番歌合』のうち「百番歌合」と呼ばれ、藤原良経の命を受けて『夜の寝覚』以下十篇の物語から選歌した「拾遺百番歌合」と成立時期が異なるとされる）。

## 伝本
『狭衣物語』の本文は伝本間での異同が激しく、研究者の間ではおおよそ3種類ほどの系統に分類されているが、一見して全4巻揃った伝本とみられるものでも、実際には巻ごとに違う系統の取り合わせ本というものも多い。また同じ巻のなかでも、異なる系統の本文が途中で混入したものもあるなど、その本文の状態はかなり錯綜しているが、江戸時代はじめの元和9年（1623年）には古活字本の『狭衣物語』が版行されており、この本文が一般には流布している。
三谷榮一・吉田幸一ら研究者による伝本系統の研究で最善とされてきた深川本（旧西本願寺所蔵の鎌倉初期の写本）が最終巻（巻四）を欠くため、岩波書店から刊行している日本古典文学大系『狭衣物語』などでは同じ系統に属する内閣文庫本（こちらのほうは近世初期の写本）を底本に使い、深川本と照合して整理することが多い。